# HJ-8
Gli HJ-8 o Hongjian-8, detti Red Arrow(紅箭-8), sono missili anticarro cinesi con alette ripiegabili e 3 km di gittata. S. Ne esiste anche una versione per veicoli corazzati, con 4 missili pronti al lancio. Anche il Pakistan ha la licenza di produrli, col nome Baktar Shikan.

## Contesto
Lo Hongjian-8 si presenta come il missile anticarro di seconda generazione dell'Esercito popolare di liberazione. Lo sviluppo dell'arma iniziò negli anni '70, mentre è entrato in servizio a partire dagli anni '80. Quest'ordigno è stato pensato per migliorare la difesa delle unità di fanteria contro i mezzi corazzati, ma esso può anche essere montato a bordo di diversi veicoli ed elicotteri. Ha una possibilità di impiego in qualsiasi condizione meteorologica, sia di giorno che di notte.

## Tecnica
Gli HJ-8 sono lanciati da tubo e sono dotati di filoguida SACLOS. Il missile è dotato nella parte posteriore di alette ripiegabili. Ha una gittata di 3000 metri e può perforare corazze spesse fino a 1000 mm grazie al sistema a doppia testata in tandem. La versione in dotazione alla fanteria è munita di treppiede e può essere impiegato da una squadra di due fanti, in quanto risulta essere troppo pesante per l'utilizzo da parte di un unico soldato.
Tra i quattro e gli otto di questi ordigni possono essere equipaggiati sugli elicotteri Z-9G, Z-11 e SA 342L Gazelle.

## Impiego
Oltre che al Pakistan, gli HJ-8 sono stati venduti anche agli Emirati Arabi Uniti nel 1990. Il loro impiego sul campo è avvenuto durante le guerre balcaniche degli anni '90, in quanto le forze bosniache li impiegarono efficacemente contro i veicoli corazzati serbi.

## Versioni

### Hongjian 8A
Variante migliorata con una testata più potente un motore a razzo modificato.

### Hongjian 8C
Modello dotato di doppia testata in tandem per l'utilizzo contro corazze reattive.

### Hongjian 8E
Variante introdotta alla metà degli anni '90. Il corpo del missile è leggermente più lungo per ospitare la nuova testata il nuovo motore che estende il raggio d'azione a 4000 m. Monta inoltre un nuovo sistema di fuoco digitale che migliora la precisione del 90% e un nuovo visore termico.

### Hongjian 8L
Ultima versione dell'HJ-8. È dotato di un nuovo treppiede alleggerito e fu progettato per l'esportazione, ma data la mancanza di acquirenti, rimase allo stadio di prototipo.